# Mario Iván Guerrero
Mario Iván Guerrero Ramírez (Puerto Cortés, Honduras, 30 de noviembre de 1977) es un exfutbolista y entrenador hondureño.

## Trayectoria

### Como jugador
Comenzó su carrera en Club Deportivo Motagua de la ciudad de Tegucigalpa en 1996. Después de una excelente participación con su equipo y las distintas selecciones nacionales de Honduras Mario Iván fue contratado por el Coventry City F.C. de la Liga Premier de Inglaterra (2000-2002) junto a su compañero de equipo Jairo Martínez. 
En el año 2002 Guerrero regresó a Honduras a participar nuevamente con el Club Deportivo Motagua. Ello fue hasta que fuera nuevamente transferido al Club Atlético Peñarol de Uruguay en el 2004 donde tuvo una muy buena participación. 
Posteriormente, Guerrero fue transferido al Chicago FIRE de la Major League Soccer de los Estados Unidos. En el 2005 Guerrero fue nombrado FIRE/Honda Jugador del Año y se adjudicó el premio como el mejor defensa del Chicago Fire. 
Fue el único jugador del equipo llamado a ser parte del equipo de las estrellas, por haber participado consistentemente en todos los 26 partidos del equipo. También fue reconocido en ese mismo año por ser un defensor limpio, recibiendo solamente una tarjeta de amonestación, cometió 16 faltas y recibió más de 50. 
En el 2006 Guerrero se adjudicó con el Chicago Fire, el torneo abierto “Lamar Hunt” de los Estados Unidos.--Durante la temporada del 2007, Guerrero tuvo poca participación con el Fire debido a una grave lesión que lo marginó por un par de meses.
El 21 de noviembre del 2007 Guerrero fue uno de los escogidos, para formar parte de los Earthquakes durante un draft preliminar que sirvió para conformar la nueva franquicia de la MLS con base en la ciudad de San José, California.
Al ser consultado sobre su nuevo equipo 'Guerrerito' manifestó; estar
"contento por la elección. En un inicio se me habló de llegar al Galaxy de Los Ángeles, pero igual llegó al Oeste del país", y luego añadió "Ahora hay que pensar en el futuro, e intentar lograr cosas importantes con mi nuevo club". Junto a Mario Iván también fueron escogidos: Ryan Cochrane (Houston Dynamo), Clarence Goodson (FC Dallas), James Riley (New England Revolution), Gavin Glinton (LA Galaxy) y Chris Pozniak (Toronto FC), entre otros.
El debut oficial de Guerrero con los San José Earthquakes fue contra el Galaxy de Los Ángeles el 3 de abril del 2008. A pesar de presentar una férrea resistencia, la nueva franquicia de la MLS fue derrotada (2-0) por el experimentado equipo Angelino liderado por David Beckham y Landon Donovan.
El 22 de mayo; Iván Guerrero anotó el gol, con el cual los San José Earthquakes terminarían derrotando al Houston Dynamo po 2-1. Ésta fue la primera victoria de los San José Earthquakes como local, desde su re-aparición en la Major League Soccer.
El 31 de julio del 2008, luego de haber tenido una regular participación con el equipo de norte de California, Iván Guerrero fue traspasado al D.C. United. 
En el 2009 Mario Iván Guerrero regresó a Honduras y participó en el torneo Apertura 2009/2010 de la Liga Nacional de Fútbol de Honduras con el Club Deportivo Motagua.
En el 2012 Mario Iván Guerrero a sus 34 Años anunció su retiro del fútbol, definitivamente por una lesión que sufrió.

#### Selección nacional
Mario Iván Guerrero; participó en más de 60 juegos internacionales con la selección de fútbol de Honduras. Entre sus logros con las distintas selecciones nacionales de su país, se destaca su clasificación con el equipo, a los juegos olímpicos de Australia en el 2000 y su participación en estos juegos a la par de jugadores como David Suazo, y Julio César de León de la liga Italiana. 
Mario Iván también participó en dos eliminatorias mundialistas Corea Japón 2002 y Alemania 2006 y Sudáfrica 2010. 
Entre otras participaciones de Guerrero a nivel internacional están; sus participaciones en Copa de Oro de los Estados Unidos. En su última participación (2005), Guerrero logró llegar a instancias semifinales con su selección, quedando Honduras, eliminada a manos de los Estados Unidos y conformándose con el tercer lugar del torneo.
Para el torneo de la Copa de Oro de la CONCACAF 2007, 'Guerrerito' no tuvo participación debido a una seria lesión. El jugador regresó a la titularidad; el 30 de mayo de 2008, en el juego amistoso que Honduras empató con Venezuela (1-1) en Fort Lauderdale, Florida.
El 4 de junio de 2008 Guerrero comenzó su tercera eliminatoria mundialista camino a Sudáfrica 2010. Mario Iván tuvo participación en el triunfo de Honduras sobre Puerto Rico por 4-0. Fungió como capitán en la derrota de Honduras ante Costa Rica (0-2) el 11 de febrero de 2009, siendo ésta su última participación con selección de fútbol de Honduras.

## Clubes

### Como jugador
| Club                     | País           | Año       |
| ------------------------ | -------------- | --------- |
| Motagua                  | Honduras       | 1996-2000 |
| Coventry City            | Inglaterra     | 2000-2004 |
| Peñarol                  | Uruguay        | 2004-2005 |
| Chicago Fire             | Estados Unidos | 2005-2007 |
| San Jose Earthquakes     | Estados Unidos | 2007-2008 |
| DC United                | Estados Unidos | 2008-2009 |
| Colorado Rapids          | Estados Unidos | 2009      |
| Motagua                  | Honduras       | 2009-2011 |
| Fort Lauderdale Strikers | Estados Unidos | 2013-2015 |

### Como entrenador
| Club                     | País           | Año  |
| ------------------------ | -------------- | ---- |
| Fort Lauderdale Strikers | Estados Unidos | 2015 |

## Palmarés

### Campeonatos nacionales
| Título                   | Club         | País           | Año  |
| ------------------------ | ------------ | -------------- | ---- |
| Torneo Apertura          | Motagua      | Honduras       | 1997 |
| Torneo Clausura          | Motagua      | Honduras       | 1998 |
| Torneo Apertura          | Motagua      | Honduras       | 1999 |
| Torneo Clausura          | Motagua      | Honduras       | 2000 |
| Lamar Hunt U.S. Open Cup | Chicago Fire | Estados Unidos | 2006 |

### Distinciones individuales
| Distinción                     | Año  |
| ------------------------------ | ---- |
| MVP Honda del Chicago Fire     | 2005 |
| Mejor Defensa del Chicago Fire | 2005 |

- Datos: Q2548374